# 池田卓夫
池田 卓夫（いけだ たくお、1958年9月24日東京 - ）は、日本のジャーナリスト。

## 概要
東京都立戸山高等学校を経て、早稲田大学政治経済学部政治学科卒業。
大学卒業後に日本経済新聞社に入社してジャーナリストになる。
産業部、広島支局、証券部などを経て1988年、旧西ドイツ時代最後のフランクフルト支局長になり、ベルリンの壁崩壊からドイツ統一までを現地から報道した。1993年以降は文化部で音楽担当の編集委員を長く務めた。
2018年に退職後は「いけたく本舗」の商標を登録、フリーランスの音楽ジャーナリストとして「音楽の友」「モーストリー・クラシック」「ぶらあぼ」「サラサーテ」「intoxicate」「毎日クラシックナビ」「オン☆ステージ新聞」などでの記事＆批評、演奏会プログラムやディスク解説の執筆をメインにコンサートやディスクのプロデュース、司会・通訳、東京音楽コンクール、大阪国際音楽コンクール、ドビュッシー国際ピアノ・コンクール、国際声楽コンクール東京、飯塚新人音楽コンクール、エリーゼ音楽祭などでの審査も手がける。
ホームページ：https://www.iketakuhonpo.com/
著書：「天国からの演奏家たち」（青林堂・2023年）
2012年に福島県会津若松市でエグゼクティブプロデューサーを務めた宮本益光台本、加藤昌則作曲の新作オペラ「Byacco 白虎」で三菱UFJ信託芸術文化財団の佐川吉男賞を受賞。
早稲田大学エクステンションセンター講師。東京都台東区芸術文化支援制度アートアドバイザー。ミュージック・ペンクラブ・ジャパン理事。エンジン０１文化戦略会議メンバー。